# Austrodytes plateni
Austrodytes plateni är en skalbaggsart som beskrevs av Lars Hendrich 2003. Austrodytes plateni ingår i släktet Austrodytes och familjen dykare. Inga underarter finns listade i Catalogue of Life.